# توماس فرياس
توماس فرياس أميتلر (ديسمبر 1805- 10 مايو 1884) هو محامٍ وسياسي بوليفي تولى منصب الرئيس السابع عشر لبوليفيا خلال الفترتين 1872- 1873 و1874- 1876. تخرج بتخصص المحاماة وعمل تاجرًا، ولكنه سرعان ما قرر دخول عالم السياسة. بدأت مسيرته السياسية الطويلة في عام 1837، عندما أُرسل إلى فرنسا ضمن أول وفد أجنبي بوليفي على الإطلاق.
من بين المناصب الوزارية العديدة التي شغلها فرياس، كان وزير التعليم العام أولها. تولى العديد من المناصب العليا خلال العقود التالية خلال إدارة خوسيه ماريا ليناريس. ساهم فرياس في حل حالة الفوضى التي أصابت الوضع المالي في بوليفيا خلال فترة رئاسة ليناريس. بعد نفيه في عام 1849، أُرغم فرياس على الخروج من بوليفيا مرة أخرى بعد أن استولى ماريانو ميلغاريخو على السلطة في عام 1864. بعد عدة سنوات، انتقل فرياس إلى لاباز في عام 1870، وصادف ذلك الوقت اندلاع الثورة التي أطاحت بميلغاريخو. بعد الإطاحة بالكاوديو، انتُخب فرياس لعضوية الجمعية الوطنية لعام 1871، وشهد الإنهاء العنيف للنظام السابق وإغلاق مجلسه على يد الرئيس أغوستين موراليس في عام 1872.
اغتيل موراليس بعد أيام قليلة من الإغلاق القسري لمجلس النظام السابق. عُيّن فرياس رئيسًا لمجلس الدولة في ذلك اليوم. بموجب أحكام الدستور، وبموافقة الكونغرس، أصبح فرياس رئيس بوليفيا، ودعا إلى إجراء انتخابات عاجلة ورفض البقاء في منصب الرئاسة لفترة أطول من اللازم. فاز أدولفو باليفيان في الانتخابات العامة عام 1873، وبعد ذلك، استأنف فرياس عمله رئيسًا لمجلس الدولة.
كرّس فرياس فترة ولايته الأولى لتنظيم الانتخابات العامة لعام 1873 والإشراف عليها والتدقيق فيها. شهدت فترة ولايته الأولى القصيرة اتخاذ عدد قليل من التدابير والإجراءات الحكومية، منها توقيع اتفاقية ليندسي كورال مع تشيلي. بعد وفاة الرئيس باليفيان في 14 فبراير 1874، أصبح فرياس ملزمًا دستوريًا، بصفته رئيس مجلس الدولة، بإكمال ما تبقى من الفترة الدستورية. خلال فترة ولايته الثانية، جرى التوقيع على معاهدة الحدود لعام 1874 بين تشيلي وبوليفيا، والتي كان من شأنها أن تنهي الصراع الحدودي بين البلدين. انتهكت بوليفيا المعاهدة في عام 1879، وكان لذلك عواقب وخيمة أدت إلى اندلاع حرب المحيط الهادئ.
لم تكُن ولايته الأولى فعالة ومستقرة على الرغم من أنها استمرت لفترة قصيرة نسبيًا، إلا أن ولايته الثانية أثبتت عكس ذلك تمامًا. لم يتمكن فرياس من الحفاظ على الاستقرار في ظل مواجهة العديد من التمردات والمؤامرات العسكرية، والتي كان أكبرها وأكثرها زعزعة للاستقرار التمرد الذ قاده الجنرال كوينتين كيفيدو وكاسيميرو كورال. أضعف الثورات المستمرة فرياس، فتمكن وزير الحرب السابق، هيلاريون دازا، من الإطاحة به. كان من المقرر أن يبقى الرئيس السابق في المنفى لبقية حياته، وأن يقضي سنواته الأخيرة في فرنسا وإيطاليا. يوصف فرياس بأنه رجل يتمتع بنزاهة عالية وخادم فعلي للدولة، ويُشار إليه باسم «واشنطن بوليفيا».

## نشأته وعائلته
في 21 ديسمبر 1805، ولد توماس فرياس لعائلة ثرية تمتلك أرضًا في بوتوسي. نشأ في مزرعة الأسرة في تارابايا، بلدية موندراغون (على بعد 36 كم من بوتوسي). تلقى تعليمًا ممتازًا، بتمويل من والديه، دون خوسيه ماريا فرياس ودونيا أليخاندرا أميتلر. تزوج برايموندا باليفيان غيرا –ابنة أخت بيدرو خوسيه دي غيرا– وأنجب منها ابنًا، كارلوس فرياس باليفيانا.

## مسيرته السياسية

### أول مناصبه الدبلوماسية والوزارية
في 13 يوليو 1826، أصبح فرياس محاميًا ولكنه عمل في التجارة كذلك، وأنشأ طريقًا تجاريًا من بوتوسي إلى كوبيجا. شغل نفسه بمشروع التجارة مدة عامين إلى أن اندلع التمرد ضد أنطونيو خوسيه دي سوكري في 18 أبريل 1828. رافق فرياس المشير الأكبر في أياكوتشو أثناء عهده الأخير، وحظي بتقدير الرئيس. عندما غادر سوكري البلاد، كان المسؤول عن التمرد نفسه هو من نصح فرياس بترك مشروعه التجاري ودخول عالم السياسة.
في عام 1837، عين أندريس دي سانتا كروز فرياس مسؤولًا في أول وفد أجنبي بوليفي على الإطلاق، والذي أُرسل إلى فرنسا. مع ذلك، أصيب فرياس بمرض خطير في الكبد في عام 1841، وسُمح له بأخذ إجازة في أوروبا لتلقي العلاج. في عام 1843، عاد فرياس وعينه الرئيس خوسيه باليفيان وزيرًا للتعليم العام والشؤون الخارجية. كان لعمله في وزارة التعليم العام آثار كبيرة في البلاد، إذ شرع بتنفيذ أهم إصلاحاته في عام 1845. شملت قوانين الإصلاح النظام الأساسي للجامعات والخطة العامة للتعليم العام. تقاعد فرياس عندما استولى خوسيه ميغيل دي فيلاسكو على السلطة في عام 1848، ونُفي لاحقًا في عام 1849 في عهد حكومة مانويل إيسيدورو بيلزو. في عام 1855، عاد إلى البلاد بعد انتخاب خورخي كوردوفا، وعُيّن وزيرًا لمحكمة العدل العليا. في هذا المنصب، أصبح فرياس جزءًا من المجلس الذي وضع القانون المدني لعام 1855. علاوة على ذلك، عينه كوردوفا محافظًا لبوتوسي، إلا أن ذلك كان لفترة مؤقتة بسبب تخبط البلاد في أزمة سياسية نتيجة للانتخابات العامة المثيرة للجدل التي جرت في عام 1855.

### إدارة ليناريس (1857- 1861)
بعد عامين، أطاح خوسيه ماريا ليناريس بالجنرال كوردوفا، وعُيّن فرياس وزيرًا للمالية. في هذا المنصب، ساهم فرياس في تنسيق الإطار المالي لاقتصاد بوليفيا. خلال هذه الفترة، كان شديد الوضوح والحزم بشأن إدارة الميزانية الوطنية، خاصة فيما يتعلق برواتب المسؤولين ونفقاتهم. لتنفيذ ذلك، أنشأ الصندوق المركزي للمدفوعات، الذي ركز على الاقتصاد الوطني ونظمه عقب أكثر من عشرين عامًا من الفوضى الإدارية. أنشأ كذلك ميزانية مخصصة وحصرية للتعليم يمكن من خلالها شراء الكتب ودفع الرواتب والإيجارات وحتى منح الائتمانات والإعانات للمدارس والجامعات.
كان فرياس من مؤيدي بعض القوانين مثل قانون حقوق الاختراع لعام 1858 أو قانون الشركات لعام 1860. شجع على استغلال كوينا، وتحرير استغلال هذا المنتج وتصديره. شجع كذلك على تحرير قطاعات أخرى من الاقتصاد الوطني مثل المنسوجات والمعادن (باستثناء الفضة). سعى جاهدًا لتطبيع السياسة النقدية البوليفية من خلال إعادة تمويل الديون الخارجية من جهة، ومن خلال إصدار العملات الفضية في بوتوسي من جهة أخرى. كان ذلك جزءًا من خطته لتعزيز العملة البوليفية الضعيفة في ذلك الوقت، فجرى إصدار العملة بالإضافة إلى استحداث فئة 8 ريالات، والتي أُطلق عليها اسم بيزوس فرياس. علاوة على ذلك، قاد فرياس الحركة التي هدفت إلى إنشاء بنك بوليفيا المركزي. على الرغم من أن ليناريس واجه العديد من الانتفاضات وحركات التمرد خلال فترة ولايته، بقي فرياس مواليًا للدكتاتور إلى أن أُطيح به في 14 يناير 1861.